# Combate Naval de Angamos
O Combate Naval de Angamos foi uma grande batalha naval da Guerra do Pacífico em 8 de outubro de 1879. Neste dia, uma quarta-feira, barcos peruanos e chilenos se enfrentaram. A batalha chegou ao fim quando os chilenos capturaram o maior barco dos peruanos, o Huáscar.

## O Combate

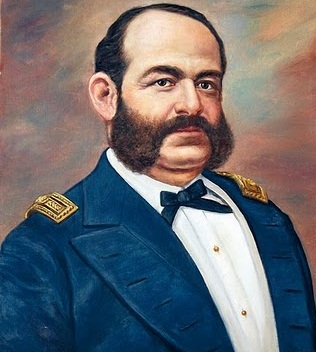
Almirante Miguel Grau.

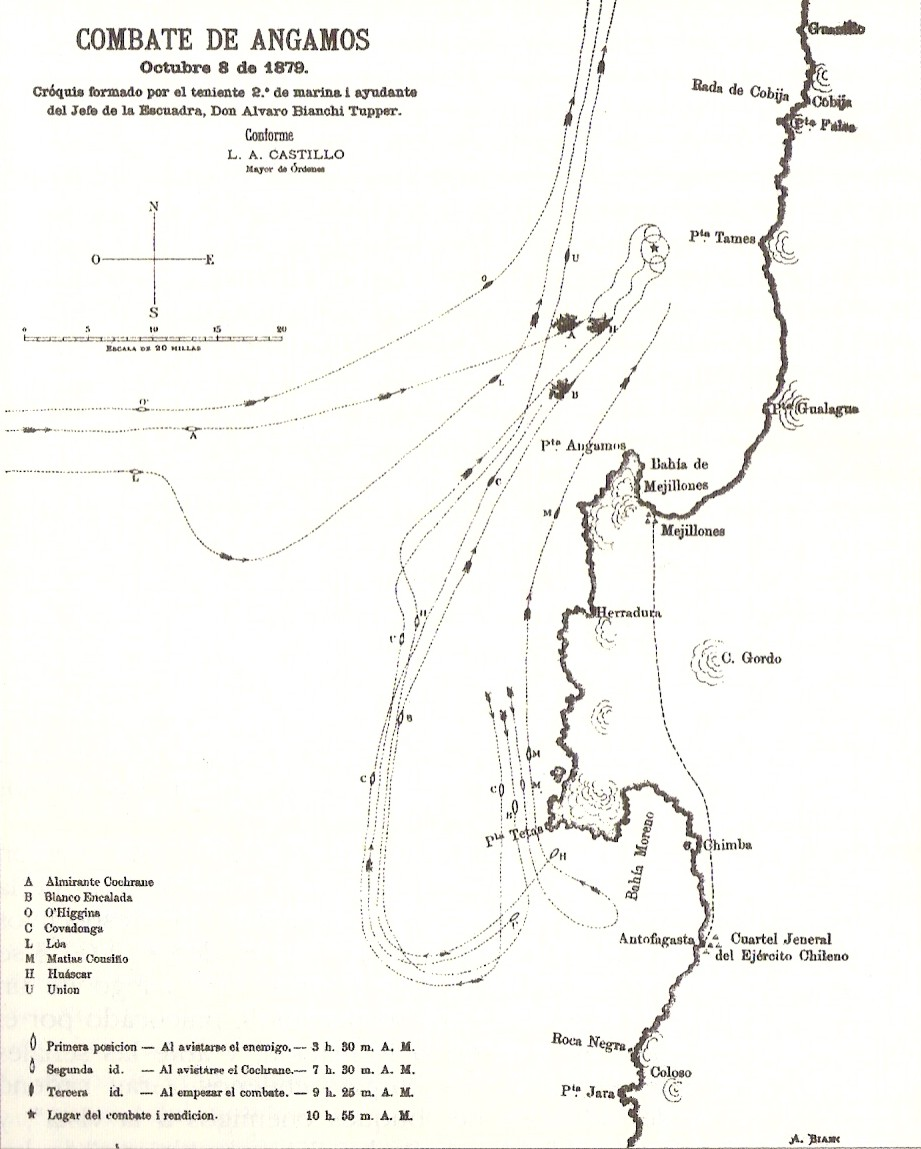
Movimento dos navios antes da batalha.

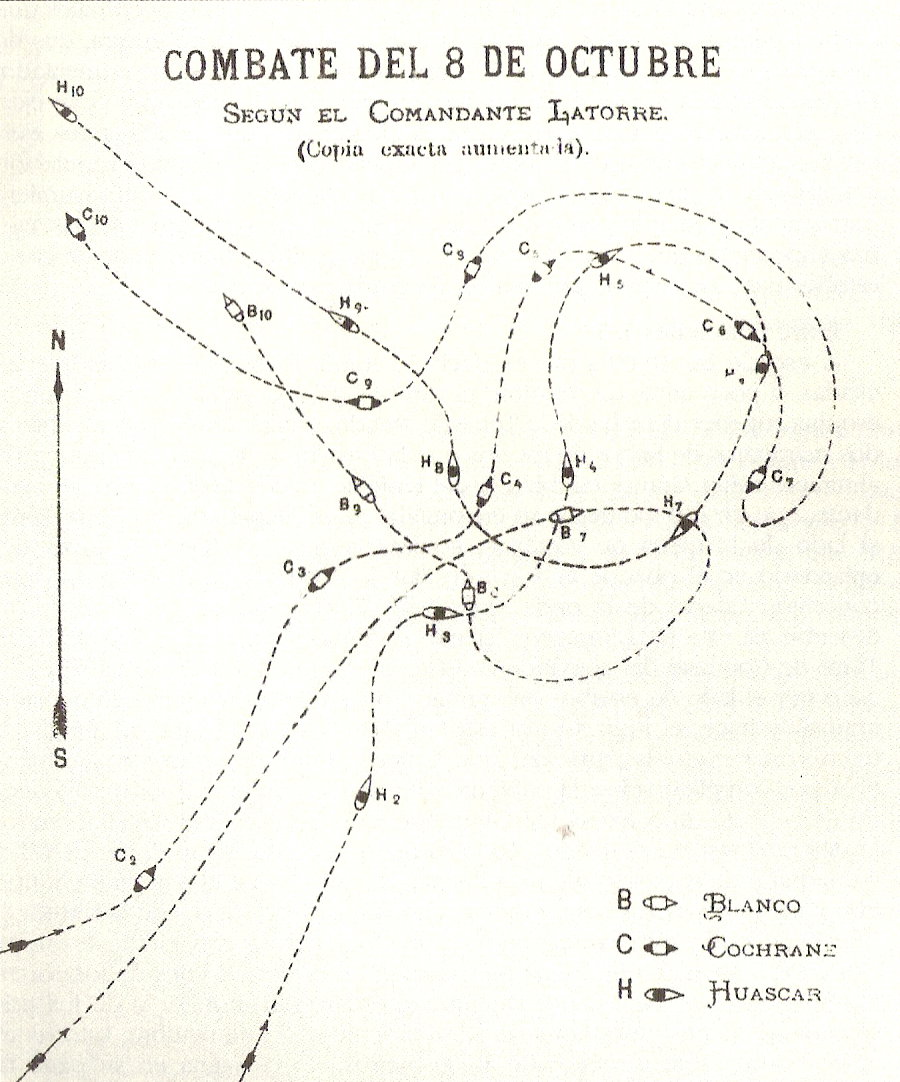
Cochrane e Huáscar na Batalha Naval de Angamos.

Depois da vitória peruana na Batalha Naval de Iquique, o Almirante Arturo Prat e a tripulação da corveta Esmeralda morreram no combate, fazendo com que Prat fosse elevado a mártir e patrono da Marinha Chilena. O Chile mobilizou seus navios para caçarem o encouraçado Huáscar foram seis meses de procura até que o Huáscar navegou para o Norte rumo à Arica em busca de navios chilenos, quando chegou em Antofagasta viu três fumaças no horizonte, o Capitão Riveros diminuiu a velocidade da frota para enganar o Almirante Miguel Grau. Grau continuou a viagem ao Norte, entretanto com velocidade reduzida. O encouraçado chileno Blanco Encalada aumenta sua velocidade e junto com os outros navios cercam o Huáscar. Duas horas depois chega a frota do Almirante chileno Juan José Latorre Benavente. Às 9hs25min de 8 de outubro de 1879, em Punta Angamos, o Huáscar abriu fogo no encouraçado chileno Cochrane, mas sem resposta, minutos depois o Cochrane abre fogo, os tiros acertam o Huáscar ferindo doze tripulantes. Outro tiro destrói o leme, mas os peruanos consertam o leme em 10 minutos.
Às 10hs, o Cochrane acerta a Torre de Comando do Huáscar matando o Almirante Grau e os oficiais. As torres de artilharia do Blanco Encalada e do Covadonga matam quase todos os tripulantes peruanos. Um novo tiro do Cochrane destrói o leme fazendo com que o navio navegue em semi-círculos. Novos tiros acertam o Capitão Aguirre que também morre, o Tenente Pedro Garezon assume o controle do navio e reunido com os oficiais sobreviventes decide render-se. Às 11hs08min, os oficiais chilenos embarcam no Huáscar, apagam alguns incêndios, capturam os sobreviventes e o Huáscar é incorporado à Marinha Chilena. Hoje, o Huáscar é um navio-museu e o Almirante Grau tornou-se patrono da Marinha Peruana além de ser conhecido como o O Cavaleiro dos Mares. Após a Batalha Naval de Angamos, o Chile obteve supremacia naval durante a Guerra do Pacífico.